# Sergio Obeso Rivera

Kardinalswappen

Sergio Kardinal Obeso Rivera (* 31. Oktober 1931 in Xalapa, Mexiko; † 11. August 2019 in Coatepec, Mexiko) war ein mexikanischer Geistlicher und Kardinal der römisch-katholischen Kirche. Er war Erzbischof von Jalapa und Vorsitzender der mexikanischen Bischofskonferenz.

## Leben
Sergio Obeso Rivera, sechstes von neun Kindern, trat 1944 in das Priesterseminar ein. Er studierte Philosophie in Mexiko und ab 1947 Theologie im Päpstlichen lateinamerikanischen Kolleg „Pius“ in Rom. Am 31. Oktober 1954 empfing er in Rom durch Octaviano Márquez y Tóriz, Erzbischof von Puebla de los Ángeles, die Priesterweihe für das Erzbistum Veracruz-Jalapa. An der Päpstlichen Universität Gregoriana wurde er in Theologie promoviert. 1955 kehrte er nach Xalapa zurück und war mehrere Jahre im Priesterseminar als Präfekt der Philosophischen Abteilung, spiritueller Leiter und Lehrer für philosophische Angelegenheiten tätig. Erzbischof Manuel Pío López Estrada ernannt ihn zum Rektor des Seminars.
Papst Paul VI. ernannte ihn am 30. April 1971 zum Bischof von Papantla. Der Erzbischof von Jalapa, Emilio Abascal y Salmerón, spendete ihm am 21. Juni desselben Jahres die Bischofsweihe; Mitkonsekratoren waren Manuel Pío López Estrada, emeritierter Erzbischof von Jalapa, und Guillermo Ranzahuer González, Bischof von San Andrés Tuxtla.
Am 15. Januar 1974 wurde er zum Koadjutorerzbischof von Jalapa und Titularerzbischof pro hac vice von Uppenna ernannt und am 28. Februar desselben Jahres in das Amt eingeführt. Mit dem Tod Emilio Abascal y Salmeróns am 12. März 1979 folgte er ihm als Erzbischof von Jalapa nach. Am 10. April 2007 nahm Papst Benedikt XVI. seinen altersbedingten Rücktritt an.
Sergio Obeso Rivera war von 1982 bis 1988 und von 1994 bis 1997 Vorsitzender der mexikanischen Bischofskonferenz. Er engagierte sich in zahlreichen Initiativen für Friedens- und Versöhnungsverhandlungen in Mexiko und war 1996 eingebunden in das Abkommen von San Andrés, das zwischen der Regierung und der Zapatistischen Armee der Nationalen Befreiung (Ejército Zapatista de Liberación Nacional; EZLN) ausgehandelt wurde. Er war Initiator der Heiligsprechung von Rafael Guízar Valencia, dem Schutzpatron der mexikanischen Bischöfe, und der Seligsprechung von Ángel Darío Acosta Zurita.
Im Konsistorium vom 28. Juni 2018 nahm ihn Papst Franziskus als Kardinalpriester mit der Titelkirche San Leone I. in das Kardinalskollegium auf. Am 1. Juli 2018 hat er von seiner Titelkirche Besitz ergriffen.